# 圣米格尔-德弗卢维亚
桑特米克尔德夫卢维亚，是西班牙加泰罗尼亚赫罗纳省的一个市镇。总面积4平方公里，总人口621人（2001年），人口密度155人/平方公里。